# THE BEST! (ナオト・インティライミのアルバム)
『THE BEST!』（ザ・ベスト）は、日本のシンガーソングライター・ナオト・インティライミが2015年6月10日にユニバーサルシグマから発売した初のベストアルバムである。

## 収録曲
1. タカラモノ 〜この声がなくなるまで〜
2枚目のシングルの表題曲。
2. 恋する季節 
11枚目のシングルの表題曲。
3. 今のキミを忘れない
4枚目のシングルの表題曲。
4. 君に逢いたかった
7枚目のシングルの表題曲。
5. いつかきっと
15枚目のシングルの表題曲。発売当時はアルバム初収録。
6. LIFE
14枚目のシングルの表題曲。
7. ありったけのLove Song
3枚目のシングルの表題曲。
8. Brave
5枚目のシングルの表題曲。
9. 愛してた
8枚目のシングルの表題曲。
10. しあわせになるために
10枚目のシングルの表題曲。
11. ナイテタッテ
9枚目のシングルの表題曲。
12. カーニバる?
メジャーデビューシングルの表題曲。
13. The World is ours!
13枚目のシングルの表題曲。
14. Hello
6枚目のシングルの表題曲。
15. 手紙
12枚目のシングルの表題曲。